# Leila (сингл ZZ Top)
«Leila» (с англ. — «Лейла») — двенадцатый сингл американской блюз-рок-группы ZZ Top, первый сингл альбома El Loco.

## О песне
Сингл записывался в 1981 году в ходе работы над альбомом El Loco. Во время подготовки альбома группа приступила уже к достаточно глобальным экспериментам в творчестве, и песня Leila в полной мере демонстрирует направление дальнейшего движения группы. Отзывы критиков на типичную «Adult Contemporary-балладу»  были весьма негативными, и прежде всего из-за явного несоответствия уже устоявшемуся имиджу группы. «Может это просто моё тупое упрямство, того, кто не желает принимать какие бы то ни было сантименты от Билли Гиббонса, но поверьте, есть масса людей в мире, кто может предложить намного более лучшие сантименты»  «Билли мне нравится гораздо больше, когда он поёт о борделе (La Grange) или о крутом парне (Sharp Dressed Man), а о любви к девушке пусть лучше поют Aerosmith или Scorpions, подлинные мастера этого» . Билли Гиббонс сказал, что в этой песне «ZZ Top пересеклись с Beach Boys» и эта песня стала первой, относительно которой внутри группы возник спор по поводу включения её в альбом. Тем не менее, «невообразимо халтурная Leila»  «сопливый леденец для ушей»  получил признание у слушателей, и будучи выпущенный синглом в 1981 году, добрался до 77 позиции в Billboard Hot 100.

## Сторона B
На стороне B релиза  находилась композиция с того же альбома Don’t Tease Me (с англ. — «Не дави на меня)»).

## Чарты
| Чарты (1981)          | Позиция |
| --------------------- | ------- |
| США Billboard Hot 100 | 77      |

## Участники записи
- Билли Гиббонс — гитара, вокал
- Дасти Хилл — бас-гитара
- Фрэнк Бирд — ударные, перкуссия

Технический состав
- Билл Хэм — продюсер
- Терри Мэннинг — звукооператор